# Charles Eames

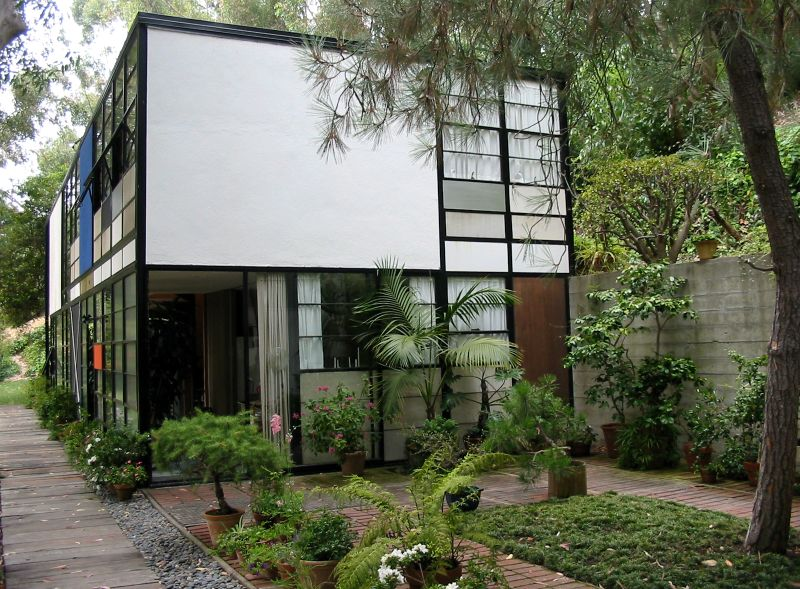
Eames eget bostadshus.

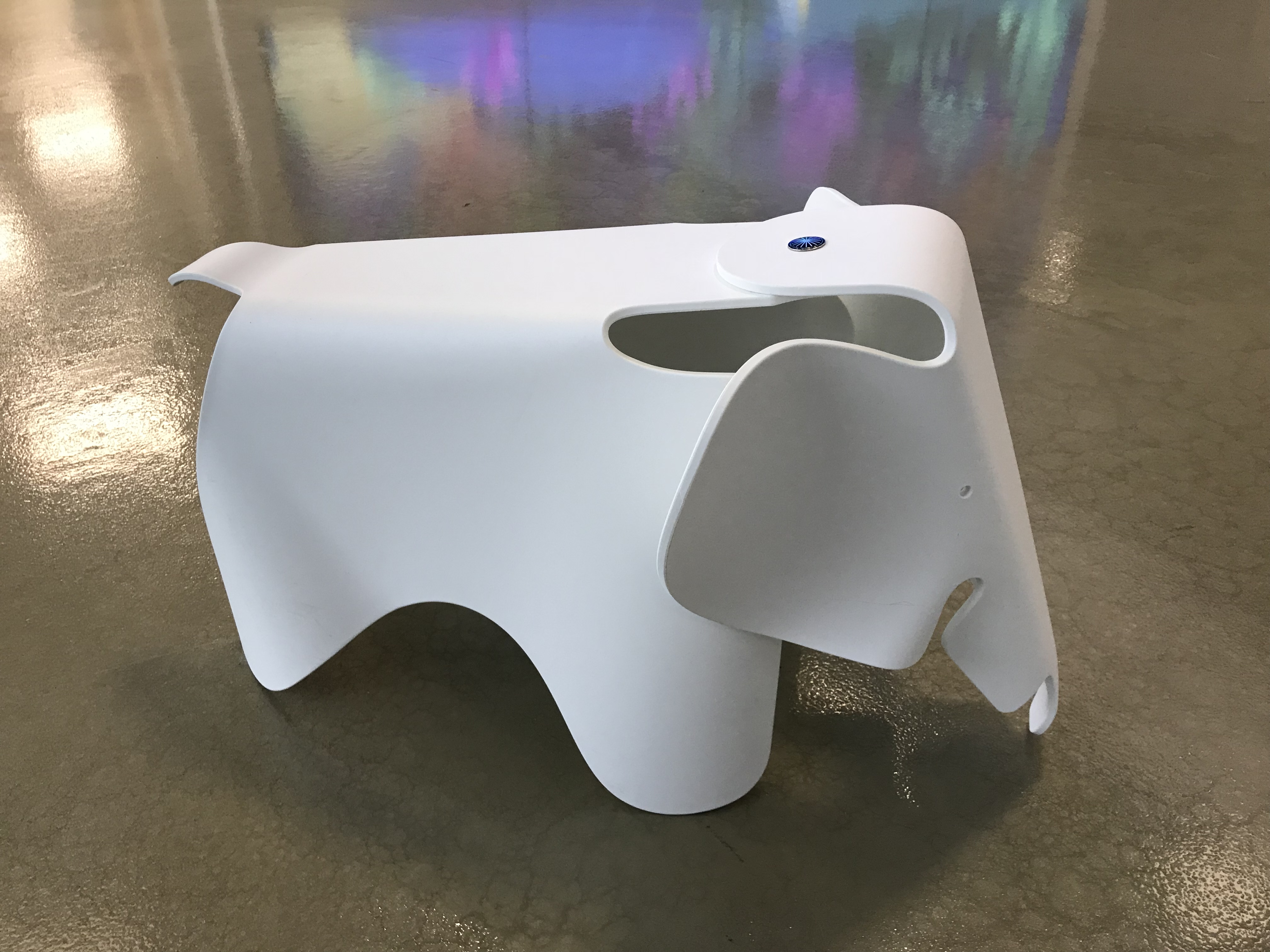
Eames elephant, 1945.

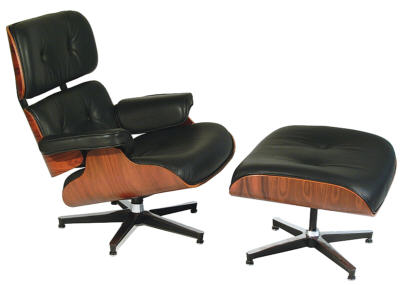
Eames Lounge chair 670.

Charles Ormond Eames, Jr, född 17 juni 1907 i St. Louis i Missouri, död 21 augusti 1978 i St. Louis i Missouri, var en amerikansk arkitekt, möbeldesigner och filmskapare. Tillsammans med sin hustru Ray Eames anses Charles Eames ha varit en av de mest inflytelserika personerna för amerikansk modern design; "he gave shape to America's twentieth century".

## Liv och verk
Charles Eames studerade arkitektur vid The Washington University, St. Louis, från 1924 till 1926 dock utan att ta examen. Från 1925 till 1927 arbetade han för arkitekterna Trueblood and Graf.
Han reste 1929 i Europa där han kom i kontakt med modernistiska byggnader och teorierna inom the Modern Movement. När han återkom till USA startade han arkitektkontoret Gray and Eames.
Hans arbete under 1930-talet omfattade många projekt av olika slag som möbler, keramik, textilier och arkitektur. Hans främsta verk under denna period var John Phillip Meyer Residence i St. Louis (1935–1938).
År 1936 blev Charles Eames chef för Department of Experimental Design vid  Cranbrook Academy of Art i Michigan, en prestigefull institution inom amerikansk design som då leddes av Eliel Saarinen. Vid Cranbrook kom Eames att studera vidare och även undervisa. Där träffade han också Ray Kaiser och Eero Saarinen som han kom att samarbeta med.
Tillsammans med Eero Saarinen formgav han möbler till tävlingen Organic Design in Home Furnishings på Museum of Modern Art i New York. Möblerna, som vann förstapris, var konstruerade i en för tiden ytterst avancerad teknik med formpressad plywood. Tekniken skulle utvecklas under andra världskriget, där makarna Eames tog fram krigsmateriel, bland annat en benspjäla i plywood. 
1941 flyttade han med nya hustrun Ray Kaiser till Kalifornien och han kom att arbeta för Metro-Goldwyn-Mayer.
År 1945 engagerades Eames i det så kallade Case House Study Program som sponsrades av Arts & Architecture magazine, och organiserades av John Entenza. Projektet innebar att en grupp arkitekter fick utforma billiga bostadshus med standardiserade industriellt tillverkade byggnadsmaterial. Inom ramen för projektet byggdes Charles Eames eget hus 1947. Huset kallas ’’Case House No. 8’’ och ligger i Pacific Palisades i Los Angeles (203 North Chautauqua Boulevard). Huset är ett av den moderna arkitekturens viktigaste verk. Det konstruerades med prefabricerade material och en byggnadsteknik som annars förekom i fabriksproduktion. Med sin exponerade stålkonstruktion anses Eames hus vara en föregångare och förebild för senare tids high-techarkitektur.
Eames formgav en rad klassiska möbler varav Eames Lounge Chair 670 (1956) anses vara den allra främsta.
Eames fortsatte arbeta som arkitekt fram till mitten av 1960-talet och kom därefter att fokusera på möbeldesign, film och utställningar.

## Möbler i urval
1946 presenterade makarna Eames en serie möbler i formpressad fiberglas, bl.a. stolarna LCW, DCW, LCM och DCM. Produktionen skedde ursprungligen vid företaget Evans men inom kort köptes rättigheterna av Herman Miller.
Till tävlingen Organic Design in Home Furnishings, arrangerad av Museum om Modern Art i New York, presenterade makarna Eames en serie stolar med sittskal i formstöpt fiberglas. Ursprungligen var dessa tänkta att tillverkas i aluminium men tillverkaren Herman Miller föreslog användning av det relativt nya materialet fiberglas. Ursprungligen lanserades år 1950 fem olika varianter av karmstolar med modellnamn RAR, LAR, DAW, DAX och DAR. Året efter, 1951, utökades kollektionen med stolar utan karmar.
Fåtöljen Lounge Chair presenterades 1956 och byggde vidare på makarna Eames arbete med formpressad plywood. Fåtöljen har modellnummer 670 och fotpallen 671. Producenten var redan från början Herman Miller, och den tillverkades ursprungligen enbart i träslaget Dalbergia nigra (Rio-palisander) som numera kräver s.k. CITES-intyg för att få handlas med.
1958 presenterades den klassiska serien "Aluminum Group", en serie möbler tänkta för kontorsmiljö. Möblerna togs fram av Don Albinson i samarbete med makarna Eames.

## Representation
Eames finns representerad vid bland annat Nationalmuseum, Nasjonalmuseet, Musée national des beaux-arts du Québec, San Francisco Museum of Modern Art, Victoria and Albert Museum, Metropolitan Museum, Museum of Modern Art, Vitra Design Museum, Museum Boijmans Van Beuningen, Cleveland Museum of Art, National Gallery of Victoria, Nelson-Atkins Museum of Art, Minneapolis Institute of Art, Smithsonian American Art Museum, Röhsska museet, Design Museum Gent, Design Museum London, Saint Louis Art Museum, Philadelphia Museum of Art, Art Institute of Chicago och Musée de la civilisation,

## Utställningar
Charles och Ray Eames, Bildmuseet, Umeå Universitet, från 2016-04-17 till 2016-09-05 

## Några byggnader
- St. Louis Post-Dispatch model home (193?)
- St. Mary's Church (Helena, Arkansas) (1934)
- Meyer House (1938)
- Bridge house (med Eero Saarinen) (1945)
- Case Study House#8 (1947)

## Filmer (urval)
- A Communications Primer (1953)
- Toccata for Toy Trains (1957)
- Tops
- Powers of 10 (1977)
- Fiberglass Chairs
- SX-70
- Eames Lounge Chair